# Jenny Sherman
Jenny Sherman (* 20. Jahrhundert in Los Angeles, Kalifornien) ist eine US-amerikanische Schauspielerin.

## Leben und Karriere
Ihre erste Rolle hatte Jenny Sherman 1963 als Sally Grimes in der Fernsehserie General Hospital. Darauf folgten Police Story – Immer im Einsatz (1974) und Lucas Tanner (1975). Ihre erste Filmrolle hatte Sherman 1975 in Die Mafia kennt keine Gnade an der Seite von Fred Williamson. Darauf folgten sehr viele Fernsehserien, in denen sie meistens nur in einer Folge auftrat, unter anderem Most Wanted (1976), Die Straßen von San Francisco (1977), Detektiv Rockford – Anruf genügt (1978), Fantasy Island (1981), Ein Colt für alle Fälle (1982) und Drei Engel für Charlie (1978–1980). Sherman trat nach Die Mafia kennt keine Gnade nur noch in zwei anderen Filmen auf, nämlich Waikiki (1980) und Crash Island (1981). Ihre letzte Rolle spielte sie 1986 in einer Folge der Fernsehserie Magnum als Starr Davis.
Sherman lebt noch immer in ihrer Geburtsstadt Los Angeles.

## Filme und Fernsehen
- 1963: General Hospital (Fernsehserie)
- 1974: Police Story – Immer im Einsatz (Fernsehserie, 1 Folge)
- 1975: Lucas Tanner (Fernsehserie, 1 Folge)
- 1975: Die Mafia kennt keine Gnade (Film)
- 1975: Cannon (Fernsehserie, 1 Folge)
- 1975: Bronk (Fernsehserie, 1 Folge)
- 1976: Arm und reich || (Fernsehserie, 1 Folge)
- 1976: Most Wanted (Fernsehserie, 1 Folge)
- 1977: Die Straßen von San Francisco (Fernsehserie, 1 Folge)
- 1977: California Okay (Fernsehserie, 1 Folge)
- 1977–1979: Zeit der Sehnsucht (Fernsehserie, 18 Folgen)
- 1977–1979: CHIPs (Fernsehserie, 3 Folgen)
- 1977–1980: Barnaby Jones (Fernsehserie, 2 Folgen)
- 1978: Baretta (Fernsehserie, 1 Folge)
- 1978: Detektiv Rockford – Anruf genügt (Fernsehserie, 1 Folge)
- 1978: David Cassidy – Man Undercover (Fernsehserie, 1 Folge)
- 1978–1980: Drei Engel für Charlie (Fernsehserie, 2 Folgen)
- 1978–1981: Vegas (Fernsehserie, 2 Folgen)
- 1979–1982: Quincy (Fernsehserie, 3 Folgen)
- 1979–1983: Herzbube mit zwei Damen (Fernsehserie, 2 Folgen)
- 1980: Waikiki (Fernsehfilm)
- 1981: Sheriff Lobo (Fernsehserie, 1 Folge)
- 1981: Fantasy Island (Fernsehserie, 1 Folge)
- 1981: Crash Island (Fernsehfilm)
- 1982: Strike Force (Fernsehserie, 1 Folge)
- 1982: Dallas (Fernsehserie, 1 Folge)
- 1982: Ein Colt für alle Fälle (Fernsehserie, 1 Folge)
- 1982: Romance Theatre (Fernsehserie, 5 Folgen)
- 1982–1984: Matt Houston (Fernsehserie, 4 Folgen)
- 1983: T. J. Hooker (Fernsehserie, 1 Folge)
- 1984: Agentin mit Herz (Fernsehserie, 1 Folge)
- 1984: Der Denver-Clan (Fernsehserie, 1 Folge)
- 1985: Hollywood Beat (Fernsehserie, 1 Folge)
- 1986: Magnum (Fernsehserie, 1 Folge)